# Sandøya (Møre og Romsdal)
Pour l’article homonyme, voir Sandøya.
Sandøya  est une petite île de la commune de Ålesund, du comté de Møre og Romsdal, dans la mer de Norvège.

## Description
L'île de 1,1 km2 porte le nom de l'ancienne municipalité de Sandøy. Le point culminant de l'île est la colline Bustihaugen haute de 36 mètres. L'île est reliée par ferry à Finnøya, Ona et Orta. L'église historique en bois de Sandøy, datant de 1812, est située sur cette île.

## Galerie

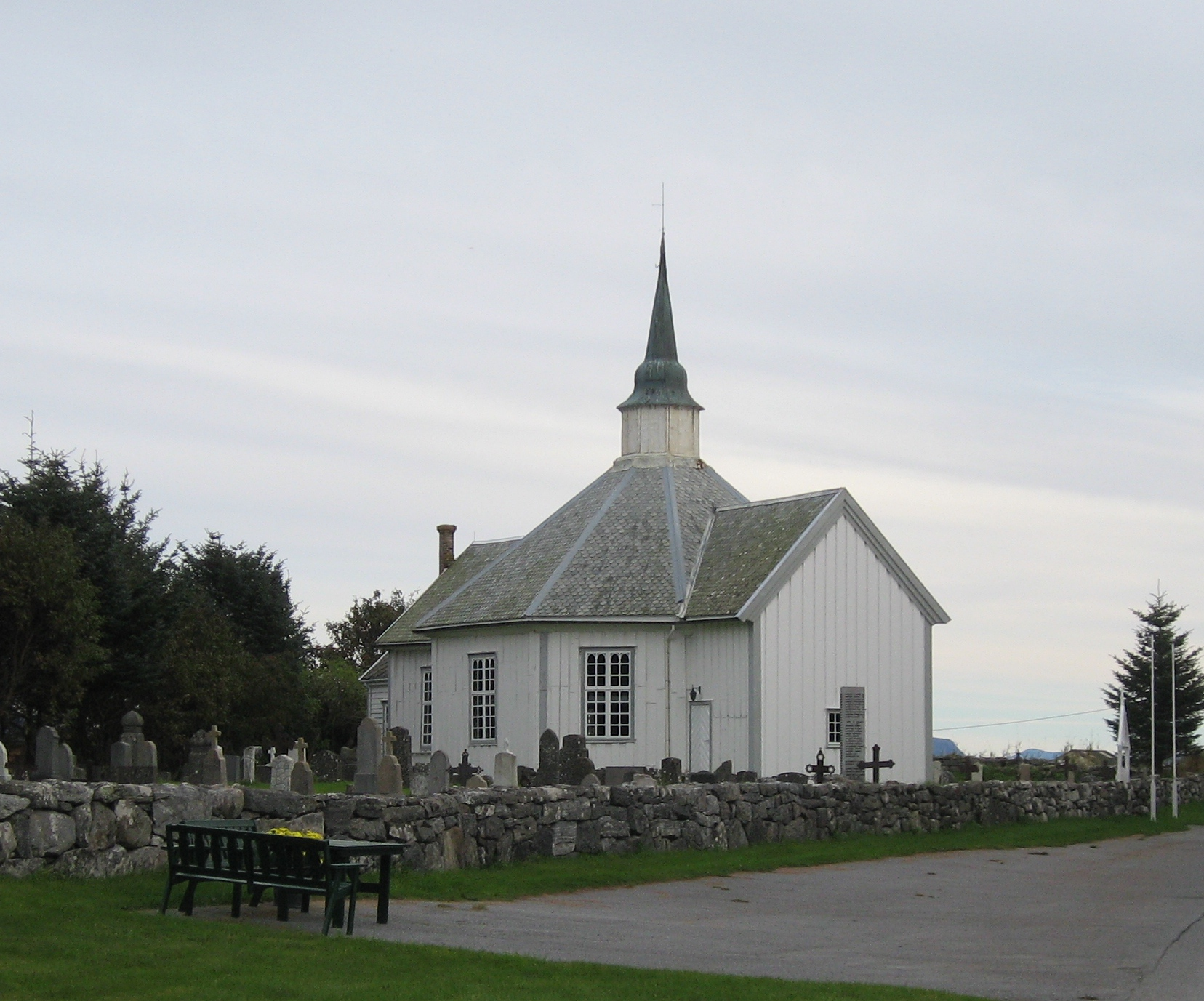
Eglise de Sandoy